# Oxytropis microphylla
Oxytropis microphylla är en ärtväxtart som först beskrevs av Pall., och fick sitt nu gällande namn av Dc. Oxytropis microphylla ingår i släktet klovedlar, och familjen ärtväxter. Inga underarter finns listade i Catalogue of Life.